# Just My Imagination (Running Away with Me)
"Just My Imagination (Running Away with Me)" is een hitsingle van de Amerikaanse, destijds bij Motown onder contract staande, groep The Temptations. Het nummer is, na "Ungena Za Ulimwengu (Unite The World)", de tweede single afkomstig van het album "Sky's The Limit" van de groep. "Just My Imagination (Running Away With Me)" was een groot succes. Het was het met zijn achtste plek op de poplijst de meest succesvolle single van The Temptations in het Verenigd Koninkrijk, op "Ball Of Confusion (That's What The World Is Today)" na. Daarnaast kende het nummer nog groter succes in de Verenigde Staten. Het behaalde zowel de #1 notering op de R&B- als op de poplijst. Hiermee was het na "My Girl" en "I Can't Get Next To You" de derde #1 single op de poplijst voor The Temptations.
"Just My Imagination (Running Away With Me)" werd geschreven door producer Norman Whitfield samen met tekstschrijver Barrett Strong. Alhoewel het nummer pas in 1971 uitgebracht werd, was het in 1969 al geschreven. Het werd toen echter niet uitgebracht, omdat The Temptations destijds grote hits hadden in de psychedelic soul stijl, zoals "Cloud Nine", "Run Away Child, Running Wild" en "I Can't Get Next To You". Toen in 1970 een ander psychedelic soul nummer, "Ungena Za Ulimwengu (Unite The World)", de top 30 niet wist te halen, besloot Whitfield om "Just My Imagination", wat een ballad is, op te nemen met The Temptations. Op de singles die The Temptations samen met The Supremes uitbrachten na, was dit weer de eerste ballad van de groep sinds "Please Return Your Love To Me" uit 1968 die als single uitgebracht werd. Hierdoor kregen The Temptations zelf, en in het bijzonder leadzanger Eddie Kendricks, ook hun zin, omdat zij liever dit soort muziek opnamen dan de psychedelic soulnummers.
"Just My Imagination (Running Away With Me)" is de laatste single van The Temptations waar Eddie Kendricks op te horen is, alhoewel hij ook zingt op "Standing On The Top", een single uit 1982 van de groep tijdens hun reünie tour. Voor Paul Williams was het zijn een na laatste single met de groep. Kendricks verliet in 1971 de groep, omdat hij voortdurend ruzie had met de officieuze leider van de groep, Otis Williams, en diens beste vriend Melvin Franklin, beiden leden van de groep. Ook vond hij de stijl van de muziek die de groep produceerde niet leuk en ondanks dat "Just My Imagination (Running Away With Me)" een ballad was, verliet hij een paar weken na de release van de single The Temptations. Door het vertrek van Kendricks kon "Smiling Faces Sometimes", een nummer waarop hij lead zingt, niet meer uitgebracht worden. Dit zou later een #3 hit zijn voor een andere Motowngroep, The Undisputed Truth.
Paul Williams verliet de groep, omdat hij fysiek niet meer in staat was om zowel op te treden als om nummers op te nemen. Hij kampte namelijk met sikkelcelziekte en de gevolgen van een alcoholverslaving. Eddie Kendricks werd later dat jaar vervangen door Ricky Owens en Paul Williams door Richard Street, leadzanger van een andere Motowngroep, The Monitors.
Het onderwerp van "Just My Imagination (Running Away With Me)" is dat de verteller verliefd is op een vrouw, maar dat hij te verlegen is om dat aan haar te vertellen. Hierdoor gaat hij fantaseren over hoe een relatie met haar zou zijn, ondanks dat hij beseft dat dit er niet van zal komen zolang hij niet duidelijk aan haar maakt dat hij iets met haar zou willen.
Het nummer in kwestie werd later meerdere keren gecoverd door artiesten als The Rolling Stones, Bette Midler, Larry Carlton en The Undisputed Truth. Ook bestaat er een remix van het origineel, gemaakt door Easy Bo Mee.
De B-kant "Just My Imagination (Running Away With Me)" was "You Make Your Own Heaven And Hell Right Here On Earth". Dit nummer kwam echter niet van hetzelfde album, maar van diens voorganger "Psychedelic Shack". Ook was dit nummer wél in de psychedelic soulstijl, in tegenstelling tot "Just My Imagination".

## Bezetting
- Lead: Eddie Kendricks en Paul Williams
- Achtergrond: Paul Williams, Melvin Franklin, Dennis Edwards en Otis Williams
- Instrumentatie: The Funk Brothers, met onder andere Eddie Willis op gitaar, Jack Brokensha op pauken en Jack Ashford op marimba, en The Detroit Symphony Orchestra
- Schrijvers: Norman Whitfield en Barrett Strong
- Productie: Norman Whitfield
- Arrangeur: Jerry Long